# رالف إيمرسون بيلي
رالف إيمرسون بيلي (بالإنجليزية: Ralph Emerson Bailey)‏ هو محامي وسياسي أمريكي، ولد في 14 يوليو 1878، وتوفي في 8 أبريل 1948 في كاب جيراردو في الولايات المتحدة. حزبياً، نشط في الحزب الجمهوري. وقد انتخب عضو مجلس النواب الأمريكي.